# Junqueira (Vila do Conde)
Junqueira ist eine Gemeinde im Nordwesten Portugals.
Junqueira gehört zum Kreis Vila do Conde im Distrikt Porto, besitzt eine Fläche von 6,8 km² und hat 1917 Einwohner (Stand 19. April 2021).